# Aslı İskit
Aslı İskit (* 7. Dezember 1993 in Urla, Türkei) ist eine türkische Handballspielerin, die beim rumänischen Erstligisten SCM Craiova unter Vertrag steht.

## Karriere
İskit begann das Handballspielen im Alter von 11 Jahren in ihrer Heimatstadt bei Urla GSK. Im Jahr 2009 wechselte die Rückraumspielerin zu İzmir Büyükşehir Belediyesi GSK, bei dem sie sowohl in der höchsten türkischen Spielklasse als auch auf europäischer Ebene auflief. In der Saison 2012/13 wurde sie mit 161 erzielten Treffern Torschützenkönigin in der höchsten türkischen Spielklasse. İskit lief in der Saison 2014/15 für Ardeşen GSK und in der darauffolgenden Spielzeit für Muratpaşa Belediyesi SK auf.
İskit schloss sich im Sommer 2016 dem schwedischen Erstligisten Kristianstad HK an. Für Kristianstad erzielte sie in zwei Spielzeiten insgesamt 256 Treffer in 44 Ligaspielen. 2018 wechselte sie zum türkischen Erstligisten Kastamonu Belediyesi GSK. Mit Kastamonu gewann sie 2019 die türkische Meisterschaft. Ab dem Sommer 2020 lief sie für den deutschen Bundesligisten Thüringer HC auf. Zwei Jahre später schloss sie sich dem rumänischen Erstligisten CS Măgura Cisnădie an. Seit der Spielzeit 2024/25 steht sie beim Ligakonkurrenten SCM Craiova unter Vertrag.
İskit absolvierte 40 Länderspiele für die türkische Jugend- sowie 30 Länderspiele für die türkische Juniorinnennationalmannschaft. Mittlerweile gehört sie dem Kader der türkischen A-Nationalmannschaft an. Mit der Türkei belegte sie den fünften Platz bei den Mittelmeerspielen 2022. Weiterhin lief sie für die türkische Beachhandballnationalmannschaft auf.